# Puffer

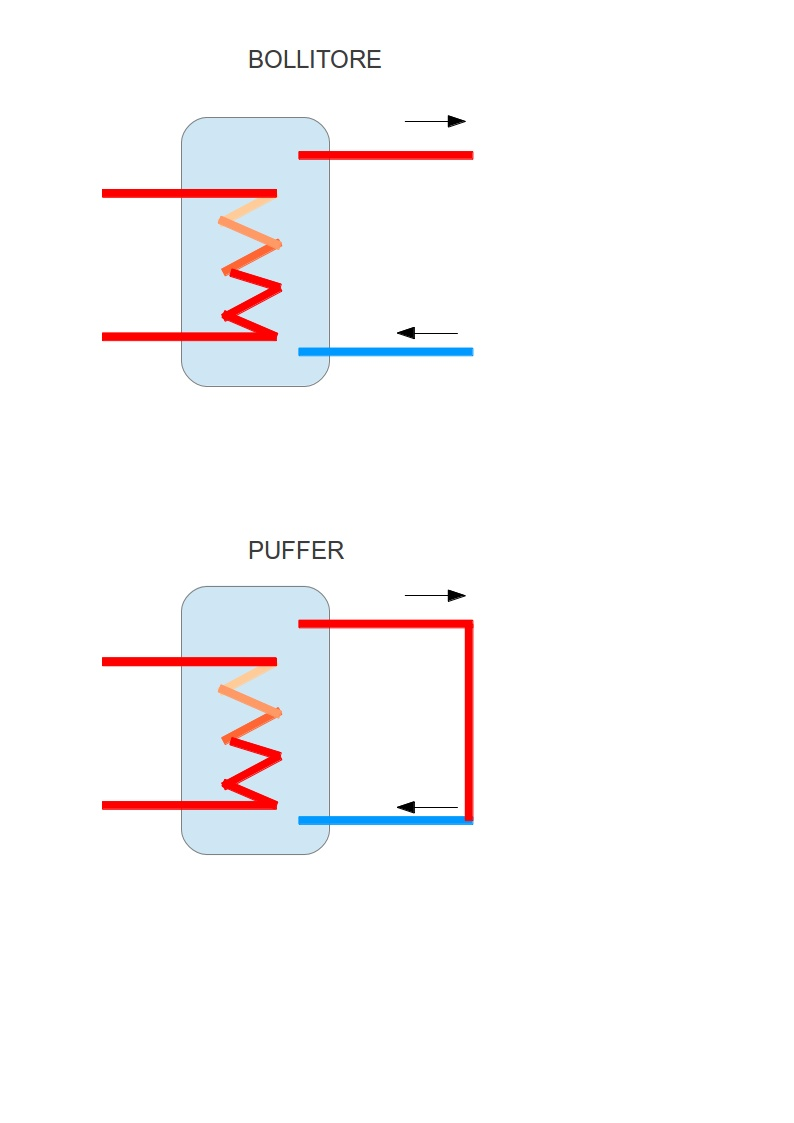
Confronto fra il funzionamento di un bollitore e di un termoaccomulatore per riscaldamento

Un puffer è un serbatoio dove si accumula un fluido perché resti caldo. Il termine è usato in ambito della Termotecnica.
La sua funzione è simile a quella di un boiler, però con una sostanziale differenza: nel puffer l'acqua (o il fluido termovettore) è circolata in un circuito chiuso, mentre nel boiler l'acqua scaldata è usata per fini sanitari (rubinetti, docce).
Per tale ragione i puffer possono anche essere chiamati "termoaccumulatori per acqua di riscaldamento", accumulatori inerziali o volani termici.